# Sommacampagna
Sommacampagna (velenceiül Somacanpanja) település Olaszországban, Veneto régióban, Verona megyében. Lakosainak száma 14 460 fő (2023. január 1.). Sommacampagna Sona, Italy, Valeggio sul Mincio, Verona és Villafranca di Verona községekkel határos.

## Népesség
A település népességének változása:
| Lakosok száma | 14 746 | 14 802 | 14 460 |
|               | 2017   | 2018   | 2023   |